# Onthophagus yukae
Onthophagus yukae es una especie de insecto del género Onthophagus, familia Scarabaeidae, orden Coleoptera.
Fue descrita científicamente por Masumoto, Ochi & Hanboonsong en 2002.